# Dąbrówka (gmina Aleksandrów)
Dąbrówka – wieś w Polsce położona w województwie łódzkim, w powiecie piotrkowskim, w gminie Aleksandrów.
W latach 1954–1959 wieś należała i była siedzibą władz gromady Dąbrówka, po jej zniesieniu w gromadzie Skotniki. W latach 1975–1998 miejscowość należała administracyjnie do województwa piotrkowskiego.
Przez wieś przebiega  pieszy Szlak Rekreacyjny Rzeki Pilicy. 
Wieś jest siedzibą rzymskokatolickiej parafii św. Rozalii.